# Provinciale weg 471
De provinciale weg 471 (N471) is een provinciale weg in de provincie Zuid-Holland. De weg vormt een verbinding tussen de A20 ten noorden van het Rotterdamse stadscentrum en de N470 ten zuiden van Pijnacker. Ter hoogte van Rotterdam Airport wordt de N209 richting de A13 en Bergschenhoek gekruist.
Tussen de aansluiting op de A20 en de kruising met de N209 is de weg uitgevoerd als vierstrooks-stroomweg (autoweg), waarbij de rijbanen fysiek gescheiden zijn door middel van een middenberm. Binnen de bebouwde kom geldt een maximumsnelheid van 70 km/h, daarbuiten een maximumsnelheid van 80 km/h. Het gedeelte tussen de kruising met de N209 en de N470 is uitgevoerd als tweestrooks-stroomweg met één rijstrook per rijrichting. Ook hier zijn de rijbanen fysiek gescheiden door middel van een middenberm.

## Wegbeheer
De provincie Zuid-Holland is verantwoordelijk voor het beheer van het weggedeelte vanaf de komgrens van Rotterdam tot aan de kruising met de N470 ten zuiden van Pijnacker. Het gedeelte tussen de aansluiting op de A20 en de kruising met de Melanchtonweg wordt beheerd door de gemeente Rotterdam.

## Ontstaansgeschiedenis
Een belangrijk deel van het tracé van de huidige N471 is rond 1938 al bedacht in de plannen voor Rijksweg 14. Deze Rijksweg 14 moest van het Schieplein (bij het Sint Franciscus Gasthuis) in Rotterdam en aansluiten op de huidige N14 bij de Sijtwendetunnel tussen Leidschendam en Voorburg. Het zuidelijk deel van de N471 tussen het Schieplein en de Wilgenplas (ter hoogte van Rotterdam The Hague Airport) is in de zeventiger jaren van de vorige eeuw aangelegd als eerste deel van de Rijksweg 14. Het zeer brede profiel met op enkele plaatsen zelfs vluchtstroken herinneren aan de vroegere plannen.

## G.K. van Hogendorpweg
In de gemeente Rotterdam draagt de weg de straatnaam G.K. van Hogendorpweg.
De weg is vernoemd naar Gijsbert Karel graaf van Hogendorp. In 1813 vormde van Hogendorp samen met Frans Adam van der Duyn van Maasdam en Leopold van Limburg Stirum het zogenaamde Driemanschap. Halverwege de "G.K. van Hogendorpweg" heb je dan ook het "Van Limburg Stirumplein" waaraan weer de "Van der Duyn van Maasdamweg" vastzit. In zowel de gemeente Lansingerland als Pijnacker-Nootdorp heet de weg Provincialeweg.

## Voormalige zijtak N471
Tot 2006 vormde de N471 een verbinding tussen de aansluiting Centrum van de A20 en het centrum van Berkel en Rodenrijs, waarbij vanaf Rotterdam Airport een oostelijker tracé werd gevolgd. Tot 1993 was deze weg administratief opgenomen als S20 in het secundair wegenplan van de provincie Zuid-Holland. Na de invoering van de Wet herverdeling wegenbeheer op 1 januari 1993 werd de weg genummerd als N471. Nadat in 2006 de nieuwe N471 om de bebouwde kom van Berkel en Rodenrijs is opengesteld voor verkeer, verloor de oude weg haar regionale functie. Deze is hierop overgedragen aan de gemeente Lansingerland.